# Barbro Martinsson
Barbro Martinsson, gift –Grahn (gift med Sture Grahn), född 16 augusti 1935 i Åsbyggeby, Valbo, är en svensk tidigare längdskidåkare. Hon tävlade framgångsrikt under 1960-talet.

## Biografi

### Bakgrund
Barbro Martinsson inledde sin klubbkarriär i Valbo AIF 1951–57. Under Valbo-perioden fick hon för första gången delta i vinter-OS, där hon i Cortina d'Ampezzo 1956 nådde en 14:e plats på 10 km.

### Skidframgångar
Barbro Martinsson nådde alla sina stora framgångar under åren 1958–1968, då hon tävlade för Skellefteå SK. Under de åren vann hon 4 individuella SM-guld samt 3 guld i stafett. Hon var uttagen i tre världsmästerskap och fyra olympiska spel. Hon vann två olympiska silvermedaljer med det svenska laget på 3 x 5 kilometer stafett, 1964 och 1968. I olympiska vinterspelen 1968 slutade hon på fjärde plats på såväl 5 som 10 kilometer.
Martinsson vann också två medaljer på 3 x 5 kilometer. Vi världsmästerskapen 1962 nådde hon och laget silver, och sex år senare erövrade de stafett-brons.
Individuellt var Martinssons största framgång segern på 10 kilometer vid Holmenkollen 1964.

### Senare år och övriga sysslor
Hon avslutade sin skidkarriär 1971–1974 som medlem av Timrå SOK.
Efter skidkarriären arbetade hon på BP-Lundin, bland annat med bensinförsäljning.
Vid sidan av skidkarriären ägnade sig Barbro Magnusson även åt en mängd andra sportaktiviteter. Sommartid sysslade hon med orientering – trea på SM 1965 – och löpning. Totalt vann hon 57 olika distriktsmästerskap i olika idrottsgrenar, inklusive i handboll. Hon ägnade sig också åt våghalsig "flottning" på stockar i Skellefteälven.

## Övriga meriter
Barbro Martinsson valdes tillsammans med Toini Gustafsson 1964 till Årets idrottskvinna. Hon valdes även till Stor grabb (som nummer 52).

## Klubbar
- Valbo AIF 1951–1957[2]
- Skellefteå SK 1958–1968[2]
- Timrå SOK 1971–1974[4]